# Socialpædagogen
Socialpædagogen er et dansk fagblad, der udgives af Socialpædagogernes Landsforbund. Bladet udkommer i et oplag på ca. 42.000 hver 14. dag.
Bladet blev grundlagt i 1943 og har til formål at orientere om udviklingen indenfor socialpædagogikken samt i samfundet generelt. Socialpædagogen søger desuden at være bindeled mellem medlemmer og ledelse. Bladets artikler citeres jævnligt i andre medier.
Redaktør er journalist Jens Nielsen.